# Iveland
Iveland ist eine Kommune im norwegischen Fylke Agder. Die Kommune hat 1399 Einwohner (Stand: 1. Januar 2025). Verwaltungssitz ist die Ortschaft Birketveit.

## Geografie

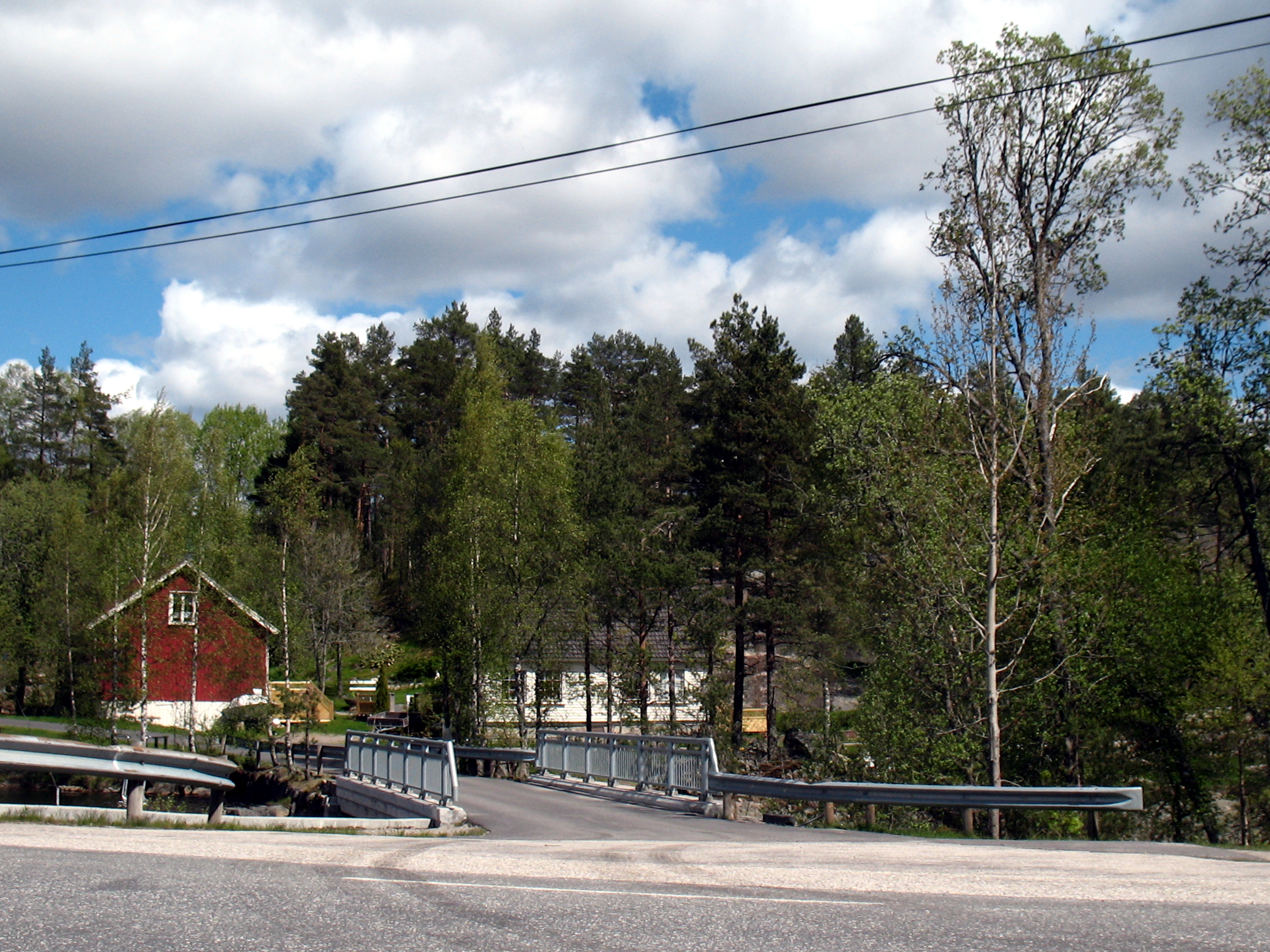
Ortschaft Vatnestrøm

Die Gemeinde Iveland grenzt an Evje og Hornnes im Norden, Birkenes im Osten sowie an Vennesla im Süden und Westen. Die Westgrenze verläuft durchgehend im Fluss Otra. An der Ostgrenze liegt der See Ogge. Die höchste Erhebung ist der Rubbeheia mit einer Höhe von 558,5 moh.
In der Gemeinde kommen mehrere seltene Mineralien vor. So unter anderem Thortveitit, das nach dem norwegischen Mineralogen Olaus Thortveit benannt ist.

## Einwohner
Die Einwohner von Iveland leben über das gesamte Gemeindeareal verteilt. Um die Ortschaften Birketveit und Vatnestrøm liegt eine etwas dichtere Besiedelung vor. Bis zum Ende des Zweiten Weltkriegs blieb die Einwohnerzahl weitgehend gleich, bevor sie bis in die 1970er-Jahre auf etwa 750 zurückging. Anschließend begann sie erneut anzusteigen, was unter anderem auf Personen, die nach Kristiansand pendeln, zurückzuführen ist. In der gesamten Gemeinde liegen keine Tettsteder, also keine Ansiedlungen, die für statistische Zwecke als eine städtische Siedlung gewertet werden.
Die Einwohner der Gemeinde werden Ivelending genannt. Iveland hat wie viele andere Kommunen der Provinz Agder weder Nynorsk noch Bokmål als offizielle Sprachform, sondern ist in dieser Frage neutral.
| Jahr          | 1986 | 1990 | 1995 | 2000 | 2005 | 2010 | 2015 | 2020 | 2025 |
| ------------- | ---- | ---- | ---- | ---- | ---- | ---- | ---- | ---- | ---- |
| Einwohnerzahl | 1144 | 1155 | 1115 | 1128 | 1154 | 1254 | 1315 | 1331 | 1399 |

## Geschichte

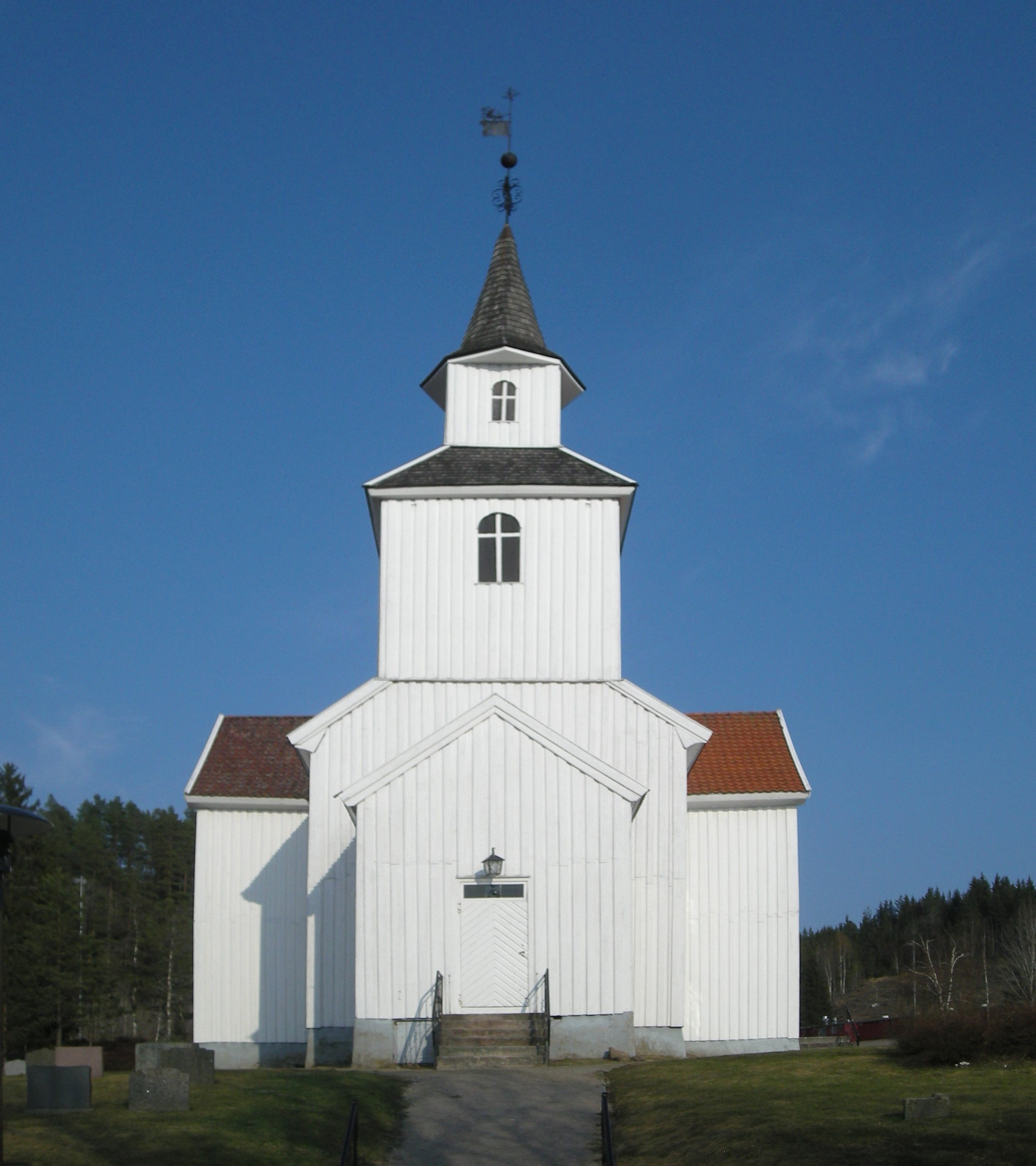
Kirche von Iveland

Die Kommune Iveland entstand am 1. Januar 1886 durch die Auftrennung von Hornnes og Iveland in die Gemeinden Hornnes und Iveland. Iveland hatte zu diesem Zeitpunkt 1103 und Hornnes 1113 Einwohner.
Bis zum 31. Dezember 2019 gehörte Iveland der damaligen Provinz Aust-Agder an. Sie ging im Zuge der Regionalreform in Norwegen in die zum 1. Januar 2020 neu geschaffene Provinz Agder über.
Bei Eieland, südöstlich von Birketveit, befindet sich ein Grabhügel aus der Zeit um das Jahr 400. Die dortigen Funde deuten auf eine frühe dauerhafte Besiedlung hin. Die Iveland kirke ist eine Holzkirche aus dem Jahr 1837.

## Wirtschaft und Infrastruktur

### Verkehr
Von Süden kommend führt der Fylkesvei 403 durch die Gemeinde, bei Birketveit biegt die Straße nach Westen und somit in Richtung des Riksveis 9, der unter anderem die Verbindung nach Kristiansand herstellt, ab. Von Briketveit weiter in den Norden führt der Fylkesvei 3766, der im Norden Ivelands Richtung Osten abbiegt. Nach Westen führt dort der Fylkesvei 3772 weiter.
Im östlichen Gemeindebereich verläuft am Westufer des Sees Ogge ein kürzeres Teilstück der Sørlandsbane. Deren Bahnhof in Vatnestrøm wurde stillgelelegt, seit 2017 gibt es hier aber wieder ein elektrifiziertes Anschlussgleis für die Voss Wasser-Abfüllung. An der Südwestgrenze verläuft am Westufer der Otra, also auf Seite der Kommune Vennesla, die Setesdalsbane.

### Wirtschaft
Die Landwirtschaft basiert größtenteils auf den Bereichen Milchproduktion und Forstwirtschaft. In der Industrie ist vor allem die Lebensmittelindustrie bedeutend, wobei der größte Betrieb Trinkwasser abfüllt. Zudem hat auch die Holzindustrie größere Bedeutung. Im Jahr 2020 arbeiteten von 619 Arbeitstätigen nur 209 in Iveland selbst, 177 pendelten nach Kristiansand und 109 nach Vennesla. Die weiteren verteilten sich unter anderem auf die Kommunen Evje og Hornnes und Arendal.

## Name und Wappen
Das seit 1987 offizielle Wappen der Kommune zeigt einen silbernen Hammer auf grünem Hintergrund. Der Hammer steht für die in der Kommune abgebauten seltenen Mineralien. Iveland wurde im Jahr 1426 im Zusammenhang als „j Ivilandzdh kirkiu gardhe“ erwähnt. Die Herkunft des Bestandteiles „Ive-“ ist nicht genau bekannt. Einer Theorie zufolge soll sich der Name von Flussnamen „*Ífa“ ableiten, welcher wiederum auf das altnordische Wort „ýr“ und somit auf Eiben zurückzuführen sei. Einer anderen Deutung zufolge stammt der Name von „*ívi“, also von „Ort, an dem Eiben wachsen“.

## Persönlichkeiten
- Gro-Anita Mykjåland (* 1976), Politikerin
- Anne Gerd Eieland (* 1982), Hochspringerin